# Kościół Wszystkich Świętych w Brzegu Dolnym
Kościół cmentarny pw. Wszystkich Świętych w Brzegu Dolnym-Warzyniu – wzmiankowany w 1261 r., prawdopodobnie już przed 1248 r. był siedzibą parafii, obejmującej kilka wsi. W połowie XVI w. zajęty przez luteranów, którzy zostali zmuszeni w 1654 r. do zwrócenia go katolikom. Obecny kościół wzniesiono ok. 1580 r. w formach gotycko-renesansowych. Przebudowany był w XIX w. Założony na planie jednonawowym z węższym, trójbocznie zamkniętym prezbiterium i z wieżą od zachodu. Zachował się renesansowy portal oraz XIX-wieczne wyposażenie wnętrza. 

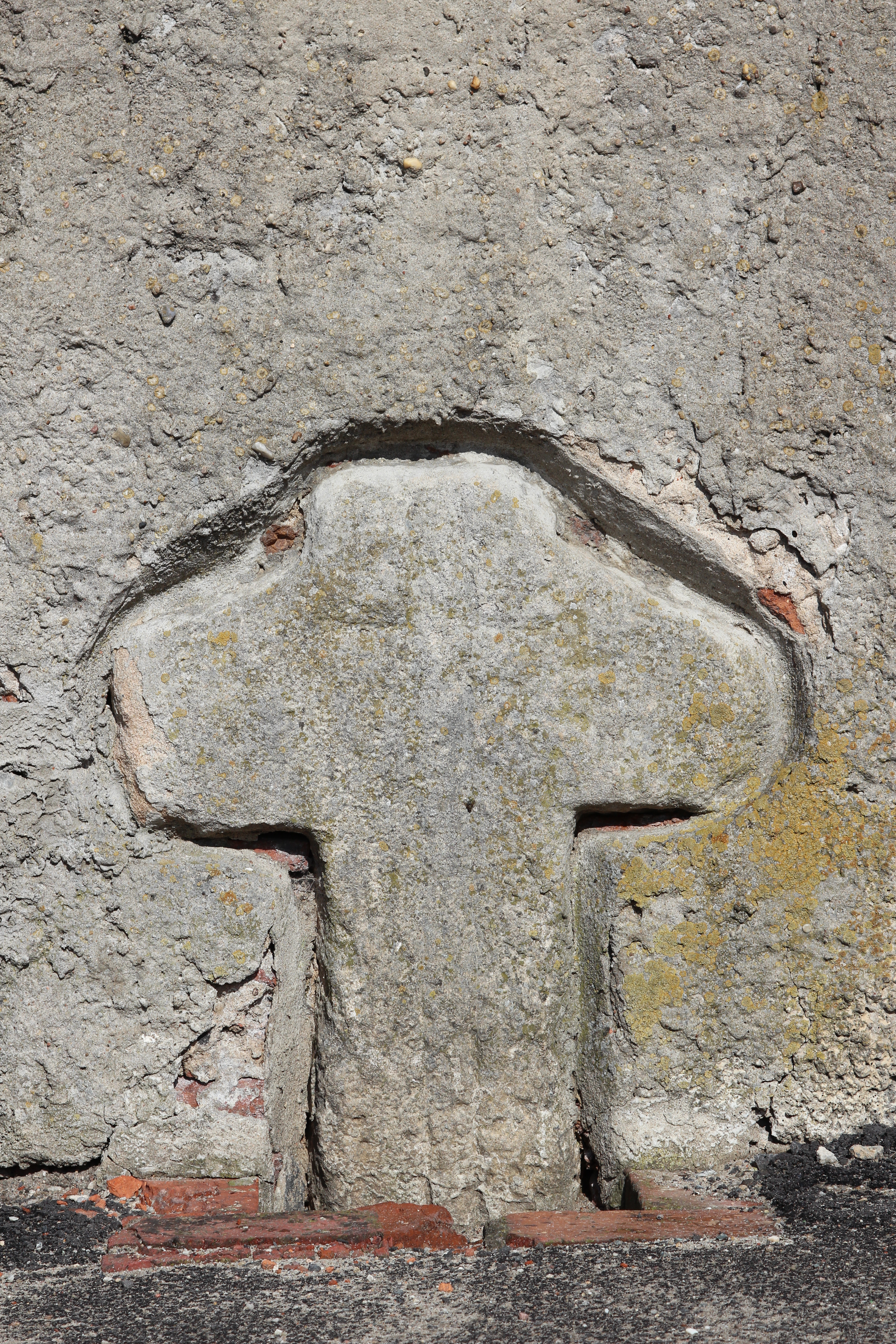
Krzyż pokutny w murze otaczającym kościół

Do parafii katolickiej na Warzyniu do 1945 r. należał Brzeg Dolny, Radecz, Żerków i Żerkówek. Po II wojnie światowej stał się kościołem filialnym. W latach 70. XX w. stał się zbyt mały dla ciągle powiększającej się liczby miejscowych wiernych. W związku z wybudowaniem w 1984 r. w pobliżu nowego, większego kościoła pw. Chrystusa Króla, kościół Wszystkich Świętych stał się kościołem cmentarnym.